# Eagle River, Michigan
Eagle River är administrativ huvudort i Keweenaw County i den amerikanska delstaten Michigan. Enligt 2010 års folkräkning hade Eagle River 72 invånare.